# Naso (popolo)
Il gruppo etnico Naso (nota anche come Teribe o Tjer-di) abita lungo i fiumi Teribe e San San, nella Cordillera di Talamanca, a ovest della provincia di Bocas del Toro, nello stato di Panama. Complessivamente, la comunità conta otto villaggi, e occupa un'area di 1300 km² e conta 3 500 abitanti.
I Naso sono l'unico gruppo indigeno del Paese al quale non sia stata affidata una regione autonoma e l'unica etnia indigena ad avere una monarchia in America.

## Storia
Le prime popolazioni si stabilirono sull'area del bacino del fiume Teribe, Changuinola y Sixaola; in una regione che includeva la parte occidentale della provincia di Bocas del Toro fino all'estremo nord della Costa Rica.
Gli europei conobbero questo gruppo attraverso Cristoforo Colombo, quando questi arrivò sulla costa di Bocas del Toro nel quarto viaggio, nella baia di Almirante, il 6 ottobre 1502. Questo posto fu denominato Zorabaró per gli indigeni, e poi fu chiamato Carambarù in onore di Colombo.
Nel 1564, il conquistador spagnolo Juan Vásquez de Coronado, venne a conoscenza di una regione chiamata Texbi, che era ricca di oro, ma anche di nativi del luogo molto ostili verso gli spagnoli e che non volevano far parte del dominio spagnolo. Egli giunge presso il popolo di Corcuru nella regione di Teribe, e si allea con vari cacique (i baroni spagnoli del Centro-sudamerica) e riesce a sottomettere i nativi agli spagnoli; e battezzò il fiume Teribe come fiume della Stella, a causa delle pepite d'oro che si incontravano vicino a questo fiume. Questa situazione continuò per il resto del XVI secolo.
Agli inizi del XVII secolo, ancora esisteva un gruppo di indigeni dispersi nella recondita valle di Duy, molto ostili e belligeranti. Nel 1604, il conquistador Diego de Sojo riesce a controllare gli indigeni che abitavano il fiume Sixaola e li riunisce agli altri gruppi dispersi; però i Teribe si ribellarono contro gli spagnoli, uccidendone quattro; Sojo soffocò la ribellione con violenza; ma nel 1610 sorse un'altra ribellione. Nel 1618 attaccano i missionari francescani che evangelizzavano la regione e diedero fuoco ad una chiesa.
Di nuovo nel 1662, per ordine di Rodrigo Arias Maldonado y Velazco, vengono riuniti agli indigeni dispersi nella valle di Talamanca y Duy; In totale furono 1.200, per maggior parte teribe. Alla fine del XVII secolo continuavano le ribellioni contro gli spagnoli e gli altri gruppi indigeni; i missionari iniziano il trasferimento degli indigeni verso il sud, dalla parte dell'Oceano Pacifico. Nel 1695, un gruppo di indios teribe furono inviati nella regione di Boruca, nel sudest della Costa Rica, e fondarono il villaggio di San Francisco de Térraba.
Queste deportazioni continuavano all'inizio del XVIII secolo; nel 1702 si cercò di deportare tutti i Teribe a San Francisco de Térraba, ma molti decisero di non andare: questi indigeni furono detti norteños, quelli del Nord. Questa deportazione servì ad evitare l'estinzione dei Teribe.
Questo problema si aggravò con l'arrivo degli indios miskito a Talamanca, nel fiume Teribe e a Changuinola da Bluefields, Nicaragua. Durante l'occupazione si ebbero guerre fra miskito e teribe, che fecero relegare i teribe verso le montagne, i quali si suddivisero in quattro sottogruppi. Nel XIX secolo i teribe affrontarono la popolazione Bribri; questa disputa si risolse totalmente solo nel 2004.
Nella metà del diciannovesimo secolo, con la formazione delle repubbliche centroamericane le minacce ai miskito diminuirono e abbandonarono il bacino di Changuinola e i suoi affluenti, e così i teribe cominciarono a prosperare economicamente, sebbene con intermittenti conflitti con i Bribri e gli indios talamanca.
Durante il XX secolo, questo popolo fu perlopiù ignorato, sino all'avvento al trono di Lázaro Santana che portò un'era di pace e prosperità nella regione, proseguita da suo figlio Simeone che promosse centri scolastici, e spinse per la creazione di una regione indigena nel 1973; egli, però, morì prematuramente e non c'era chi gli succedesse in famiglia, per questo si decise di adottare un metodo più democratico per eleggere un re e fu scelta come regina Rufina Santana.
Poiché la regina Rufina fu contestata per il suo lavoro, si tennero nuove elezioni e fu eletto César Santana come re nel 1988. Egli proseguì nella preparazione e nell'approvazione della legge che creava la regione autonoma.
Nel maggio del 1997 il Congresso Generale sollecita il presidente di Panama, Ernesto Pérez Balladares alla creazione di una regione Naso Tjer-di; ma il 21 gennaio 1998 fu creata la circoscrizione giudiziaria di Teribe, fatto che fu protestato dal popolo naso, specialmente dal re César, che chiede una revisione di quella legge.
Il 31 maggio 1998 il Consiglio Generale sceglie Tito Santana come re, però vi sono differenze fra i suoi simpatizzanti e i suoi detrattori, sulla sua posizione nei confronti delle autorità locali della circoscrizione e il popolo naso. Nel 2002 si tenta di approvare la legge della Regione, che però fu respinta.
Il 30 maggio 2004, si tenta di delegittimare il re Tito in un'assemblea, però fu contestata la sua legalità. Quest'atto fu fatto perché il re partecipava alla costruzione della centrale idroelettrica a Bonyic, sul fiume Teribe. I suoi detrattori lo contestano perché non ha consultato il popolo e perché mette in pericolo l'ambiente della regione, però quelli che appoggiano il progetto affermano che la centrale porterà benessere alla popolazione.

## Politica e governo
Da tempo immemorabile, la comunità Naso è retta da un re. Secondo la tradizione, solo gli uomini possono accedere al trono e l'incarico dura tutta la vita. Quando un re muore, il titolo passa all'uomo che lo segue in ordine di età. Se questo non è possibile, la successione passava al figlio maggiore del re precedente, che fino ad allora aveva il titolo di principe. Se la dinastia si estingueva completamente, tutti gli uomini sposati della tribù si riunivano per scegliere un nuovo re, all'interno della famiglia più potente.
Attualmente presso i Naso vige una monarchia costituzionale ed ereditaria. Il re viene eletto dal popolo (possono candidarsi sia uomini che donne, come avvenne nel caso della regina Rufina) ma deve appartenere alla famiglia Santana, la dinastia regnante dalla prima metà del XX secolo. Il re può essere destituito dal Consiglio Generale del Popolo con un quorum di 900 voti, e sotto l'accusa di omicidio, tradimento e altri reati elencati nelle leggi tradizionali.
Il palazzo reale è a Sieyik, capitale della regione, e ivi si trovano il re e il Consiglio Generale, che pure viene eletto in maniera democratica. Il re non ha funzioni di controllo nell'amministrazione, in pratica svolge semplicemente una funzione di dirigente della vita comunitaria e come rappresentante cerimoniale dell'etnia.

### Elenco di re dei Naso
- Bass Lee Santana
- Santiago Santana
- Santiago Santana, figlio
- Chalee Santana
- Francisco Santana
- Lázaro Santana - (? - 1973)
- Simeón Santana - (1973 - 1979)
- Manuel Aguilar (reggenza) - (1979 - 25 aprile 1982)
- Rufina Santana - (25 aprile 1982 - 30 luglio 1988)
- César Santana - (30 luglio 1988 - 31 maggio 1998)
- Tito Santana - (31 maggio 1998 - )

## Demografía
Nell'area abitano circa 2 343 persone, repartite in 11 comunità:
- Sul fiume Teribe: Bonyic, Kuikin, Santa Rosa, Sieyik, Sieyikin, Solón y Sori.
- Sul San San: Drury, La Tigra, Loma Bandera y San San.
- Altre aree: Charagre y Yorkin.

Si stima che vi siano 1 000 abitanti di questa etnia fuori del territorio, in particolare nella città di Changuinola.

## Cultura
I Naso sono dediti all'agricoltura e alla pesca. Parlano la lingua teribe, sebbene la maggior parte di essi conosca anche lo spagnolo.
La religione cattolica ha oggi una certa diffusione nella comunità, ma la religione tradizionale del luogo è il culto di Sbö, dio supremo e creatore dell'universo. Nella popolazione è anche diffuso il culto del fiume Teribe, che costituisce la prima fonte di sostentamento della popolazione, che essi chiamano Gran Abuela, la grande nonna.
Le famiglie si basano su un nucleo monogamico, ma è diverso il numero di membri per famiglia nella varie località. Non ci sono attualmente riti tradizionali per il matrimonio.
Essi vivono in case di legno, con tetti di foglie di palma di tipo yambú; generalmente queste case sono situate in luoghi alti, per proteggersi dai forti straripamenti del fiume Teribe.